# Mette Frederiksen
Mette Frederiksen (Aalborg, 1977. november 19. –) dán politikus, 2019. június 27-től Dánia miniszterelnöke.

## Életpályája
- Listaelem

Frederiksen 2001-től a Folketing képviselője.

## Fordítás
Ez a szócikk részben vagy egészben  a   Mette Frederiksen című dán Wikipédia-szócikk fordításán alapul.  Az eredeti cikk szerkesztőit annak laptörténete sorolja fel. Ez a jelzés csupán a megfogalmazás eredetét és a szerzői jogokat jelzi, nem szolgál a cikkben szereplő információk forrásmegjelöléseként.